# John Laliberté
John Laliberté (* 5. August 1983 in Saco, Maine) ist ein ehemaliger US-amerikanischer Eishockeyspieler, der im Verlauf seiner aktiven Karriere zwischen 2002 und 2018 unter anderem 488 Spiele für den ERC Ingolstadt in der Deutschen Eishockey Liga (DEL) auf der Position des Stürmers bestritten hat. Mit dem ERC Ingolstadt gewann er im Jahr 2014 die Deutsche Meisterschaft.

## Karriere
Laliberté begann seine Karriere im Jahr 2002 an der Boston University, wo er für die dortige Eishockeymannschaft, die Boston University Terriers, in der US-amerikanischen Collegeliga Hockey East aktiv war. Während des NHL Entry Draft 2002 entschieden sich die Verantwortlichen der Vancouver Canucks aus der National Hockey League (NHL) für den Linksschützen und wählten ihn in der vierten Runde an insgesamt 114. Position aus. Nach der festgeschriebenen Studienzeit von vier Jahren beendete er sein Studium im Jahr 2006 und schloss sich den Worcester Sharks, dem Farmteam der San Jose Sharks, aus der American Hockey League (AHL) an. Der Offensivspieler absolvierte neun AHL-Spiele und wechselte anschließend zum Ligakonkurrenten Milwaukee Admirals. Dort blieb er bis zum Ende der Saison 2007/08. Während seiner Zeit bei den Admirals kam Laliberté zudem in der ECHL bei den Trenton Titans und den Augusta Lynx zum Einsatz.
Im Sommer 2008 wechselte er nach Europa und unterschrieb einen Vertrag bei den Odense Bulldogs aus der höchsten dänischen Spielklasse, der AL-Bank Ligaen. In Odense gehörte der US-Amerikaner zu den Leistungsträgern und war des Weiteren mit 57 erzielten Scorerpunkten in 44 Spielen einer der besten Stürmer der Liga. Folglich wurde das Management der Grizzly Adams Wolfsburg aus der Deutschen Eishockey Liga (DEL) auf ihn aufmerksam und verpflichtete ihn zunächst bis zum Ende der Saison 2009/10. Im Januar 2010 verlängerte Laliberté seinen Vertrag bei den Grizzly Adams um zwei weitere Jahre bis zum Ende der Saison 2011/12. Im Mai 2012 wechselte Laliberté zum Ligakonkurrenten ERC Ingolstadt, mit dem er im Jahr 2014 die Deutsche Meisterschaft gewann und im Jahr darauf Vizemeister wurde.
Ab dem Beginn der Saison 2016/17 war Laliberté Mannschaftskapitän des ERC Ingolstadt. Zuerst nur auswärts, kleidete er dieses Amt ab 2017 vollständig aus. Der Stürmer gehörte beständig zu den besten Scorern der DEL und später auch zu den besten der ERC-Clubgeschichte. Im Mai 2018 beendete er seine Karriere, um in die Bauträgermannschaft in Portland einzusteigen.

## Erfolge und Auszeichnungen
| - 2006 Lamoriello-Trophy-Gewinn mit der Boston University - 2007 Teilnahme am ECHL All-Star Game - 2009 Dänischer Pokalsieger mit den Odense Bulldogs | - 2011 Deutscher Vizemeister mit den Grizzly Adams Wolfsburg - 2014 Deutscher Meister mit dem ERC Ingolstadt - 2015 Deutscher Vizemeister mit dem ERC Ingolstadt |

## Karrierestatistik
(Legende zur Spielerstatistik: Sp oder GP = absolvierte Spiele; T oder G = erzielte Tore; V oder A = erzielte Assists; Pkt oder Pts = erzielte Scorerpunkte; SM oder PIM = erhaltene Strafminuten; +/− = Plus/Minus-Bilanz; PP = erzielte Überzahltore; SH = erzielte Unterzahltore; GW = erzielte Siegtore; 1 Play-downs/Relegation; Kursiv: Statistik nicht vollständig)